# Sigillina moebiusi
Sigillina moebiusi is een zakpijpensoort uit de familie van de Holozoidae. De wetenschappelijke naam van de soort is, als Colella moebiusi, voor het eerst geldig gepubliceerd in 1905 door Hartmeyer.